# 南漢州縣列表
本列表表示五代十國时期，割据岭南地區的南汉政权的所有州縣。南汉的存在年代，唐昭宗乾宁三年（896年），刘隐开始控制广州，天祐元年（904年），刘隐被正式任命为清海军节度使。后梁开平元年（907年），封刘隐为大彭郡王。贞明三年（917年），刘隐之弟刘岩称大越皇帝，次年改国号大汉。至南汉大宝十四年（971年）北宋灭南汉為止，共五十四年。南汉本为唐朝的广州清海军，领有诸州县，又分置禎州節度使、韶州雄武軍、齊昌府興寧軍。后梁开平四年（910年），攻取新州及其所辖各县。乾化元年（911年），攻取容州宁远军、邕州建武军所辖诸州县，与高州、韶州及其所辖各县。南汉大有三年（930年），南汉灭曲家，废靜海軍節度使，次年，杨廷艺重新割据。乾和九年（951年），攻取桂州静江军所辖诸州县，与桂阳监、郴州、连州及其所辖各县。

## 列表
| 方镇         | 治所   | 州名 | 州治 | 縣名 | 縣治 | 備注 |
| ------------ | ------ | --- | --- | --- | --- | --- |
| 直属京州     | 興王府 | 原为唐朝广州清海军节度使兼琼州管内招讨游奕使，乾亨元年（917年），南海王刘岩称帝，以所辖各州直属朝廷，分置禎州節度使、韶州雄武軍節度使，乾和十五年（957年）齊昌府興寧軍節度使 | 原为唐朝广州清海军节度使兼琼州管内招讨游奕使，乾亨元年（917年），南海王刘岩称帝，以所辖各州直属朝廷，分置禎州節度使、韶州雄武軍節度使，乾和十五年（957年）齊昌府興寧軍節度使 | 原为唐朝广州清海军节度使兼琼州管内招讨游奕使，乾亨元年（917年），南海王刘岩称帝，以所辖各州直属朝廷，分置禎州節度使、韶州雄武軍節度使，乾和十五年（957年）齊昌府興寧軍節度使                                                       | 原为唐朝广州清海军节度使兼琼州管内招讨游奕使，乾亨元年（917年），南海王刘岩称帝，以所辖各州直属朝廷，分置禎州節度使、韶州雄武軍節度使，乾和十五年（957年）齊昌府興寧軍節度使                                                       | 原为唐朝广州清海军节度使兼琼州管内招讨游奕使，乾亨元年（917年），南海王刘岩称帝，以所辖各州直属朝廷，分置禎州節度使、韶州雄武軍節度使，乾和十五年（957年）齊昌府興寧軍節度使                                                       |
| 直属京州     | 興王府 | 興王府 | 番禺县 | 原为唐朝廣州，下辖南海、番禺、增城、四会、化蒙、怀集、洊水、东莞、清远、浛洭、新会、义宁、浈阳13县，乾亨元年（917年），南海王刘岩称帝，以廣州为興王府，分南海縣为常康县、咸宁县、永丰场、重合场，乾亨四年（920年），分浈阳县置英州 | 原为唐朝廣州，下辖南海、番禺、增城、四会、化蒙、怀集、洊水、东莞、清远、浛洭、新会、义宁、浈阳13县，乾亨元年（917年），南海王刘岩称帝，以廣州为興王府，分南海縣为常康县、咸宁县、永丰场、重合场，乾亨四年（920年），分浈阳县置英州 | 原为唐朝廣州，下辖南海、番禺、增城、四会、化蒙、怀集、洊水、东莞、清远、浛洭、新会、义宁、浈阳13县，乾亨元年（917年），南海王刘岩称帝，以廣州为興王府，分南海縣为常康县、咸宁县、永丰场、重合场，乾亨四年（920年），分浈阳县置英州 |
| 直属京州     | 興王府 | 興王府 | 番禺县 | 番禺县 | 今广东省广州市海珠区昌岗西路 | 广州原治南海縣，乾亨元年（917年）迁治番禺县 |
| 直属京州     | 興王府 | 興王府 | 番禺县 | 南海縣 | 今广东省广州市西北 | 广州原治南海縣，乾亨元年（917年），分南海縣为常康县、咸宁县、永丰场、重合场 |
| 直属京州     | 興王府 | 興王府 | 番禺县 | 常康縣 | 今广东省广州市西北 | 乾亨元年（917年），分南海縣置 |
| 直属京州     | 興王府 | 興王府 | 番禺县 | 咸宁县 | 今广东省广州市西北 | 乾亨元年（917年），分南海縣置 |
| 直属京州     | 興王府 | 興王府 | 番禺县 | 增城县 | 今广东省增城市荔城镇深坑村 | |
| 直属京州     | 興王府 | 興王府 | 番禺县 | 四会县 | 今广东省四会市 | |
| 直属京州     | 興王府 | 興王府 | 番禺县 | 化蒙县 | 今广东省广宁县西南东乡镇 | |
| 直属京州     | 興王府 | 興王府 | 番禺县 | 怀集县 | 今广东省怀集县 | |
| 直属京州     | 興王府 | 興王府 | 番禺县 | 洊水县 | 今广东省怀集县西北 | |
| 直属京州     | 興王府 | 興王府 | 番禺县 | 东莞县 | 今广东省东莞市城区 | |
| 直属京州     | 興王府 | 興王府 | 番禺县 | 清远县 | 今广东省清远市 | |
| 直属京州     | 興王府 | 興王府 | 番禺县 | 浛洭县 | 今广东省英德市西北浛洸镇 | |
| 直属京州     | 興王府 | 興王府 | 番禺县 | 新会县 | 今广东省江门市新会区会城街道 | |
| 直属京州     | 興王府 | 興王府 | 番禺县 | 义宁县 | 今广东省开平市西北天露山东 | |
| 直属京州     | 興王府 | 興王府 | 番禺县 | 永丰场 | 今广东省广州市西北 | 乾亨元年（917年），分南海縣置 |
| 直属京州     | 興王府 | 興王府 | 番禺县 | 重合场 | 今广东省广州市西北 | 乾亨元年（917年），分南海縣置 |
| 直属京州     | 興王府 | 循州 | 龙川县 | 循州原治归善县，下辖归善、博罗、河源、海丰、兴宁、雷乡六县，乾亨元年（917年），改治雷乡，归善、博罗、河源、海丰四县改置浈州，兴宁改置齐昌府。乾亨六年（922年），雷乡改名龙川                                                       | 循州原治归善县，下辖归善、博罗、河源、海丰、兴宁、雷乡六县，乾亨元年（917年），改治雷乡，归善、博罗、河源、海丰四县改置浈州，兴宁改置齐昌府。乾亨六年（922年），雷乡改名龙川                                                       | 循州原治归善县，下辖归善、博罗、河源、海丰、兴宁、雷乡六县，乾亨元年（917年），改治雷乡，归善、博罗、河源、海丰四县改置浈州，兴宁改置齐昌府。乾亨六年（922年），雷乡改名龙川                                                       |
| 直属京州     | 興王府 | 循州 | 龙川县 | 龙川县 | 今广东省龙川县附城镇 | 原名雷乡县，乾亨六年（922年），雷乡县改名龙川县 |
| 直属京州     | 興王府 | 潮州 | 海阳县 | 潮州原下辖海阳、程乡、潮阳三县，乾和三年（945年），程乡改置敬州 | 潮州原下辖海阳、程乡、潮阳三县，乾和三年（945年），程乡改置敬州 | 潮州原下辖海阳、程乡、潮阳三县，乾和三年（945年），程乡改置敬州 |
| 直属京州     | 興王府 | 潮州 | 海阳县 | 海阳县 | 今广东省潮州市 | |
| 直属京州     | 興王府 | 潮州 | 海阳县 | 潮阳县 | 今广东省汕头市潮阳区城南街道 | |
| 直属京州     | 興王府 | 端州 | 高要县 | 下辖2县 | 下辖2县 | 下辖2县 |
| 直属京州     | 興王府 | 端州 | 高要县 | 高要县 | 今广东省肇庆市 | |
| 直属京州     | 興王府 | 端州 | 高要县 | 平兴县 | 今广东省佛山市高明区西南更楼镇西北古城 | |
| 直属京州     | 興王府 | 春州 | 阳春县 | 下辖3县 | 下辖3县 | 下辖3县 |
| 直属京州     | 興王府 | 春州 | 阳春县 | 阳春县 | 今广东省阳春市城区 | |
| 直属京州     | 興王府 | 春州 | 阳春县 | 罗水县 | 今广东省阳春市八甲镇乔连圩 | |
| 直属京州     | 興王府 | 春州 | 阳春县 | 流南县 | 今广东省阳春市圭岗镇 | |
| 直属京州     | 興王府 | 勤州 | 铜陵县 | 下辖2县 | 下辖2县 | 下辖2县 |
| 直属京州     | 興王府 | 勤州 | 铜陵县 | 铜陵县 | 今广东省阳春市东北 | |
| 直属京州     | 興王府 | 勤州 | 铜陵县 | 富林县 | 今广东省云浮市云安区富林镇 | |
| 直属京州     | 興王府 | 恩州 | 阳江县 | 下辖3县 | 下辖3县 | 下辖3县 |
| 直属京州     | 興王府 | 恩州 | 阳江县 | 阳江县 | 今广东省阳江市城区 | |
| 直属京州     | 興王府 | 恩州 | 阳江县 | 恩平县 | 今广东省恩平市北二十里 | |
| 直属京州     | 興王府 | 恩州 | 阳江县 | 杜陵县 | 今广东省阳西县 | |
| 直属京州     | 興王府 | 潘州 | 茂名县 | 下辖3县 | 下辖3县 | 下辖3县 |
| 直属京州     | 興王府 | 潘州 | 茂名县 | 茂名县 | 今广东省高州市城区 | 907年至923年改名越裳县 |
| 直属京州     | 興王府 | 潘州 | 茂名县 | 南巴县 | 今广东省电白县观珠镇大衙村 | |
| 直属京州     | 興王府 | 潘州 | 茂名县 | 潘水县 | 今广东省高州市分界镇 | |
| 直属京州     | 興王府 | 辩州 | 石龙县 | 下辖2县 | 下辖2县 | 下辖2县 |
| 直属京州     | 興王府 | 辩州 | 石龙县 | 石龙县 | 今广东省化州市城区 | |
| 直属京州     | 興王府 | 辩州 | 石龙县 | 陵罗县 | 今广东省化州市那务镇泉涌村古城 | |
| 直属京州     | 興王府 | 羅州 | 廉江县 | 下辖廉江、吴江、干水、零绿4县，乾亨二年（918年），零绿县改属常乐州 | 下辖廉江、吴江、干水、零绿4县，乾亨二年（918年），零绿县改属常乐州 | 下辖廉江、吴江、干水、零绿4县，乾亨二年（918年），零绿县改属常乐州 |
| 直属京州     | 興王府 | 羅州 | 廉江县 | 廉江县 | 今广东省廉江市河唇镇龙湖 | |
| 直属京州     | 興王府 | 羅州 | 廉江县 | 吴川县 | 今广东省吴川市西南吴阳镇 | |
| 直属京州     | 興王府 | 羅州 | 廉江县 | 干水县 | 今广东省廉江市雅塘镇东街山村 | |
| 直属京州     | 興王府 | 雷州 | 海康县 | 下辖3县 | 下辖3县 | 下辖3县 |
| 直属京州     | 興王府 | 雷州 | 海康县 | 海康县 | 今广东省雷州市沈塘镇 | |
| 直属京州     | 興王府 | 雷州 | 海康县 | 遂溪县 | 今广东省湛江市西南湖光镇西旧县村 | |
| 直属京州     | 興王府 | 雷州 | 海康县 | 徐闻县 | 今广东省徐闻县海安镇麻城村 | |
| 直属京州     | 興王府 | 瀧州 | 泷水县 | 下辖4县 | 下辖4县 | 下辖4县 |
| 直属京州     | 興王府 | 瀧州 | 泷水县 | 泷水县 | 今广东省罗定市东南 | |
| 直属京州     | 興王府 | 瀧州 | 泷水县 | 开阳县 | 今广东省罗定市船步镇旧县村 | |
| 直属京州     | 興王府 | 瀧州 | 泷水县 | 镇南县 | 今广东省罗定市泗纶镇 | |
| 直属京州     | 興王府 | 瀧州 | 泷水县 | 建水县 | 今广东省罗定市西南罗定江之东 | |
| 直属京州     | 興王府 | 康州 | 端溪县 | 下辖3县 | 下辖3县 | 下辖3县 |
| 直属京州     | 興王府 | 康州 | 端溪县 | 端溪县 | 今广东省德庆县城区 | |
| 直属京州     | 興王府 | 康州 | 端溪县 | 晋康县 | 今广东省郁南县东南连滩镇 | |
| 直属京州     | 興王府 | 康州 | 端溪县 | 悦城县 | 今广东省德庆县东南悦城镇 | |
| 直属京州     | 興王府 | 康州 | 端溪县 | 都城县 | 今广东省郁南县都城镇 | |
| 直属京州     | 興王府 | 封州 | 封川县 | 下辖2县 | 下辖2县 | 下辖2县 |
| 直属京州     | 興王府 | 封州 | 封川县 | 封川县 | 今广东省封开县东南封川镇 | |
| 直属京州     | 興王府 | 封州 | 封川县 | 开建县 | 今广东省封开县东北南丰镇东 | |
| 直属京州     | 興王府 | 瓊州 | 琼山县 | 下辖3县 | 下辖3县 | 下辖3县 |
| 直属京州     | 興王府 | 瓊州 | 琼山县 | 琼山县 | 今海南省海口市琼山区新民乡白石村 | |
| 直属京州     | 興王府 | 瓊州 | 琼山县 | 临高县 | 今海南省临高县临城镇道尧村 | |
| 直属京州     | 興王府 | 瓊州 | 琼山县 | 乐会县 | 今海南省琼海市长坡镇 | |
| 直属京州     | 興王府 | 崖州 | 舍城县 | 下辖3县 | 下辖3县 | 下辖3县 |
| 直属京州     | 興王府 | 崖州 | 舍城县 | 舍城县 | 今海南省海口市琼山区 | |
| 直属京州     | 興王府 | 崖州 | 舍城县 | 澄迈县 | 今海南省澄迈县东北老城镇 | |
| 直属京州     | 興王府 | 崖州 | 舍城县 | 文昌县 | 今海南省文昌市西北 | |
| 直属京州     | 興王府 | 儋州 | 义伦县 | 下辖5县 | 下辖5县 | 下辖5县 |
| 直属京州     | 興王府 | 儋州 | 义伦县 | 义伦县 | 今海南省儋州市西北中和镇 | |
| 直属京州     | 興王府 | 儋州 | 义伦县 | 昌化县 | 今海南省昌江黎族自治县西昌城镇东南旧县 | |
| 直属京州     | 興王府 | 儋州 | 义伦县 | 感恩县 | 今海南省东方市南感城镇 | |
| 直属京州     | 興王府 | 儋州 | 义伦县 | 洛场县 | 今海南省儋州市雅星镇 | |
| 直属京州     | 興王府 | 儋州 | 义伦县 | 富罗县 | 今海南省临高县西北 | |
| 直属京州     | 興王府 | 萬安州 | 萬安县 | 下辖2县 | 下辖2县 | 下辖2县 |
| 直属京州     | 興王府 | 萬安州 | 萬安县 | 万安县 | 今海南省万宁市大茂镇旧州村 | |
| 直属京州     | 興王府 | 萬安州 | 萬安县 | 陵水县 | 今海南省陵水黎族自治县东北 | |
| 直属京州     | 興王府 | 振州 | 宁远县 | 下辖5县 | 下辖5县 | 下辖5县 |
| 直属京州     | 興王府 | 振州 | 宁远县 | 宁远县 | 今海南省三亚市西北崖城镇 | |
| 直属京州     | 興王府 | 振州 | 宁远县 | 延德县 | 今海南省乐东黎族自治县西南 | |
| 直属京州     | 興王府 | 振州 | 宁远县 | 吉阳县 | 今海南省三亚市腾桥镇 | |
| 直属京州     | 興王府 | 振州 | 宁远县 | 临川县 | 今海南省三亚市东北 | |
| 直属京州     | 興王府 | 振州 | 宁远县 | 落屯县 | 今海南省三亚市育才乡卡把村 | |
| 直属京州     | 興王府 | 新州 | 新兴县 | 开平四年（910年），刘隐灭刘潜，夺得新州，下辖2县 | 开平四年（910年），刘隐灭刘潜，夺得新州，下辖2县 | 开平四年（910年），刘隐灭刘潜，夺得新州，下辖2县 |
| 直属京州     | 興王府 | 新州 | 新兴县 | 新兴县 | 今广东省新兴县 | |
| 直属京州     | 興王府 | 新州 | 新兴县 | 永顺县 | 今广东省云浮市腰古镇城头村 | |
| 直属京州     | 興王府 | 高州 | 电白县 | 乾化元年（911年），刘岩灭刘昌鲁，夺得高州，下辖3县 | 乾化元年（911年），刘岩灭刘昌鲁，夺得高州，下辖3县 | 乾化元年（911年），刘岩灭刘昌鲁，夺得高州，下辖3县 |
| 直属京州     | 興王府 | 高州 | 电白县 | 电白县 | 今广东省高州市长坡镇南旧城村 | |
| 直属京州     | 興王府 | 高州 | 电白县 | 良德县 | 今广东省高州市东北 | |
| 直属京州     | 興王府 | 高州 | 电白县 | 保宁县 | 今广东省电白县电城镇东 | |
| 直属京州     | 興王府 | 英州 | 浈阳县 | 乾亨四年（920年），分兴王府置英州，下辖1县 | 乾亨四年（920年），分兴王府置英州，下辖1县 | 乾亨四年（920年），分兴王府置英州，下辖1县 |
| 直属京州     | 興王府 | 英州 | 浈阳县 | 浈阳县 | 今广东省英德市城区 | 原属兴王府，920年，以浈阳县设英州 |
| 直属京州     | 興王府 | 敬州 | 程乡县 | 乾和三年（945年），分潮州置敬州，下辖1县 | 乾和三年（945年），分潮州置敬州，下辖1县 | 乾和三年（945年），分潮州置敬州，下辖1县 |
| 直属京州     | 興王府 | 敬州 | 程乡县 | 程乡县 | 今广东省梅州市 | 原属潮州，乾和三年（945年），以程乡县设敬州 |
| 直属京州     | 興王府 | 郴州 | 郴县 | 乾和九年（951年），南汉夺楚国之郴州，下辖6县 | 乾和九年（951年），南汉夺楚国之郴州，下辖6县 | 乾和九年（951年），南汉夺楚国之郴州，下辖6县 |
| 直属京州     | 興王府 | 郴州 | 郴县 | 郴县 | 今湖南省郴州市北湖区 | |
| 直属京州     | 興王府 | 郴州 | 郴县 | 义章县 | 今湖南省宜章县太平里乡樟桥村 | |
| 直属京州     | 興王府 | 郴州 | 郴县 | 义昌县 | 今湖南省汝城县城关镇城头寨 | |
| 直属京州     | 興王府 | 郴州 | 郴县 | 资兴县 | 今湖南省资兴市旧市乡西 | |
| 直属京州     | 興王府 | 郴州 | 郴县 | 高亭县 | 今湖南省永兴县高亭乡 | |
| 直属京州     | 興王府 | 郴州 | 郴县 | 蓝山县 | 今湖南省蓝山县竹管寺镇 | |
| 直属京州     | 興王府 | 連州 | 桂阳县 | 乾和九年（951年），南汉夺楚国之连州，下辖3县 | 乾和九年（951年），南汉夺楚国之连州，下辖3县 | 乾和九年（951年），南汉夺楚国之连州，下辖3县 |
| 直属京州     | 興王府 | 連州 | 桂阳县 | 桂阳县 | 今广东省连州市 | |
| 直属京州     | 興王府 | 連州 | 桂阳县 | 阳山县 | 今广东省阳山县 | |
| 直属京州     | 興王府 | 連州 | 桂阳县 | 连山县 | 今广东省连山壮族瑶族自治县西北 | |
| 直属京州     | 興王府 | 桂陽監 | （今湖南省桂阳县城关镇） | 乾和九年（951年），南汉夺楚国之桂陽監，无辖县 | 乾和九年（951年），南汉夺楚国之桂陽監，无辖县 | 乾和九年（951年），南汉夺楚国之桂陽監，无辖县 |
| 禎州節度使   | 祯州   | 乾亨元年（917年），分原属清海军节度使之循州四县置禎州節度使 | 乾亨元年（917年），分原属清海军节度使之循州四县置禎州節度使 | 乾亨元年（917年），分原属清海军节度使之循州四县置禎州節度使 | 乾亨元年（917年），分原属清海军节度使之循州四县置禎州節度使 | 乾亨元年（917年），分原属清海军节度使之循州四县置禎州節度使 |
| 禎州節度使   | 祯州   | 祯州 | 归善县 | 归善、博罗、河源、海丰四县原属循州，乾亨元年（917年），以四县置祯州 | 归善、博罗、河源、海丰四县原属循州，乾亨元年（917年），以四县置祯州 | 归善、博罗、河源、海丰四县原属循州，乾亨元年（917年），以四县置祯州 |
| 禎州節度使   | 祯州   | 祯州 | 归善县 | 归善县 | 今广东省惠州市 | |
| 禎州節度使   | 祯州   | 祯州 | 归善县 | 博罗县 | 今广东省博罗县 | |
| 禎州節度使   | 祯州   | 祯州 | 归善县 | 海丰县 | 今广东省海丰县 | |
| 禎州節度使   | 祯州   | 祯州 | 归善县 | 河源县 | 今广东省河源市 | |
| 雄武軍節度使 | 韶州   | 乾亨元年（917年），分原属清海军节度使之韶州置雄武軍節度使 | 乾亨元年（917年），分原属清海军节度使之韶州置雄武軍節度使 | 乾亨元年（917年），分原属清海军节度使之韶州置雄武軍節度使 | 乾亨元年（917年），分原属清海军节度使之韶州置雄武軍節度使 | 乾亨元年（917年），分原属清海军节度使之韶州置雄武軍節度使 |
| 雄武軍節度使 | 韶州   | 韶州 | 曲江县 | 韶州原下辖6县，乾化元年（911年），刘岩攻杨吴，夺得韶州，属清海军节度使，乾亨元年（917年），改属雄武軍節度使，乾和四年（946年），分始兴县、浈昌县置雄州，大宝元年（958年），始兴重新归属韶州                                        | 韶州原下辖6县，乾化元年（911年），刘岩攻杨吴，夺得韶州，属清海军节度使，乾亨元年（917年），改属雄武軍節度使，乾和四年（946年），分始兴县、浈昌县置雄州，大宝元年（958年），始兴重新归属韶州                                        | 韶州原下辖6县，乾化元年（911年），刘岩攻杨吴，夺得韶州，属清海军节度使，乾亨元年（917年），改属雄武軍節度使，乾和四年（946年），分始兴县、浈昌县置雄州，大宝元年（958年），始兴重新归属韶州                                        |
| 雄武軍節度使 | 韶州   | 韶州 | 曲江县 | 曲江县 | 今广东省韶关市 | |
| 雄武軍節度使 | 韶州   | 韶州 | 曲江县 | 乐昌县 | 今广东省乐昌市西南二里武水西 | |
| 雄武軍節度使 | 韶州   | 韶州 | 曲江县 | 翁源县 | 今广东省翁源县官渡镇六里村横江头 | |
| 雄武軍節度使 | 韶州   | 韶州 | 曲江县 | 仁化县 | 今广东省仁化县仁化镇北三里走马坪 | |
| 雄武軍節度使 | 韶州   | 雄州 | 浈昌县 | 乾和四年（946年），分韶州浈昌县、始兴县置雄州，大宝元年（958年），始兴重新归属韶州 | 乾和四年（946年），分韶州浈昌县、始兴县置雄州，大宝元年（958年），始兴重新归属韶州 | 乾和四年（946年），分韶州浈昌县、始兴县置雄州，大宝元年（958年），始兴重新归属韶州 |
| 雄武軍節度使 | 韶州   | 雄州 | 浈昌县 | 浈昌县 | 今广东省南雄县雄州镇 | 原属韶州，946年，分置雄州 |
| 雄武軍節度使 | 韶州   | 雄州 | 浈昌县 | 始兴县 | 今广东省始兴县 | 原属韶州，946年，分置雄州，958年，重归韶州 |
| 興寧軍節度使 | 齊昌府 | 乾和十五年（957年），分直属朝廷之齊昌府置興寧軍節度使 | 乾和十五年（957年），分直属朝廷之齊昌府置興寧軍節度使 | 乾和十五年（957年），分直属朝廷之齊昌府置興寧軍節度使 | 乾和十五年（957年），分直属朝廷之齊昌府置興寧軍節度使 | 乾和十五年（957年），分直属朝廷之齊昌府置興寧軍節度使 |
| 興寧軍節度使 | 齊昌府 | 齊昌府 | 兴宁县 | 乾亨元年（917年），分循州兴宁县设齊昌府，直属朝廷，乾和十五年（957年），以齊昌府置興寧軍節度使 | 乾亨元年（917年），分循州兴宁县设齊昌府，直属朝廷，乾和十五年（957年），以齊昌府置興寧軍節度使 | 乾亨元年（917年），分循州兴宁县设齊昌府，直属朝廷，乾和十五年（957年），以齊昌府置興寧軍節度使 |
| 興寧軍節度使 | 齊昌府 | 齊昌府 | 兴宁县 | 兴宁县 | 今广东省兴宁市西北龙田镇 | |
| 寧遠軍節度使 | 容州   | 乾化元年（911年），刘岩攻楚国，夺得寧遠軍，下辖13州 | 乾化元年（911年），刘岩攻楚国，夺得寧遠軍，下辖13州 | 乾化元年（911年），刘岩攻楚国，夺得寧遠軍，下辖13州 | 乾化元年（911年），刘岩攻楚国，夺得寧遠軍，下辖13州 | 乾化元年（911年），刘岩攻楚国，夺得寧遠軍，下辖13州 |
| 寧遠軍節度使 | 容州   | 容州 | 普宁县 | 乾化元年（911年），刘岩攻楚国夺得，下辖6县 | 乾化元年（911年），刘岩攻楚国夺得，下辖6县 | 乾化元年（911年），刘岩攻楚国夺得，下辖6县 |
| 寧遠軍節度使 | 容州   | 容州 | 普宁县 | 普宁县 | 今广西容县城区 | |
| 寧遠軍節度使 | 容州   | 容州 | 普宁县 | 北流县 | 今广西北流市陵城 | |
| 寧遠軍節度使 | 容州   | 容州 | 普宁县 | 陵城县 | 今广西北流市大里镇 | |
| 寧遠軍節度使 | 容州   | 容州 | 普宁县 | 渭龙县 | 今广西容县石寨镇 | |
| 寧遠軍節度使 | 容州   | 容州 | 普宁县 | 欣道县 | 今广西容县东北六十里 | |
| 寧遠軍節度使 | 容州   | 容州 | 普宁县 | 陆川县 | 今广西陆川县马坡镇 | |
| 寧遠軍節度使 | 容州   | 藤州 | 镡津县 | 乾化元年（911年），刘岩攻楚国夺得，下辖4县 | 乾化元年（911年），刘岩攻楚国夺得，下辖4县 | 乾化元年（911年），刘岩攻楚国夺得，下辖4县 |
| 寧遠軍節度使 | 容州   | 藤州 | 镡津县 | 镡津县 | 今广东省藤县东 | |
| 寧遠軍節度使 | 容州   | 藤州 | 镡津县 | 感义县 | 今广东省藤县西北120里 | |
| 寧遠軍節度使 | 容州   | 藤州 | 镡津县 | 义昌县 | 今广西岑溪市三堡镇 | |
| 寧遠軍節度使 | 容州   | 藤州 | 镡津县 | 宁风县 | 今广西藤县和平镇石桥村 | |
| 寧遠軍節度使 | 容州   | 義州 | 岑溪县 | 乾化元年（911年），刘岩攻楚国夺得，下辖3县 | 乾化元年（911年），刘岩攻楚国夺得，下辖3县 | 乾化元年（911年），刘岩攻楚国夺得，下辖3县 |
| 寧遠軍節度使 | 容州   | 義州 | 岑溪县 | 岑溪县 | 今广西岑溪市南渡镇 | |
| 寧遠軍節度使 | 容州   | 義州 | 岑溪县 | 永业县 | 今广西岑溪市筋竹镇 | |
| 寧遠軍節度使 | 容州   | 義州 | 岑溪县 | 连城县 | 今广西岑溪市大隆镇 | |
| 寧遠軍節度使 | 容州   | 窦州 | 信义县 | 乾化元年（911年），刘岩攻楚国夺得，下辖4县 | 乾化元年（911年），刘岩攻楚国夺得，下辖4县 | 乾化元年（911年），刘岩攻楚国夺得，下辖4县 |
| 寧遠軍節度使 | 容州   | 窦州 | 信义县 | 信义县 | 今广东省信宜市东镇镇 | |
| 寧遠軍節度使 | 容州   | 窦州 | 信义县 | 怀德县 | 今广东省信宜市东北 | |
| 寧遠軍節度使 | 容州   | 窦州 | 信义县 | 潭峨县 | 今广东省信宜市水口镇旧县村古城 | |
| 寧遠軍節度使 | 容州   | 窦州 | 信义县 | 特亮县 | 今广东省信宜市径口镇煲肚村 | |
| 寧遠軍節度使 | 容州   | 禺州 | 峨石县 | 乾化元年（911年），刘岩攻楚国夺得，下辖3县 | 乾化元年（911年），刘岩攻楚国夺得，下辖3县 | 乾化元年（911年），刘岩攻楚国夺得，下辖3县 |
| 寧遠軍節度使 | 容州   | 禺州 | 峨石县 | 峨石县 | 今广西北流市六麻镇 | |
| 寧遠軍節度使 | 容州   | 禺州 | 峨石县 | 罗辩县 | 今广西北流市六靖镇 | |
| 寧遠軍節度使 | 容州   | 禺州 | 峨石县 | 扶莱县 | 今广西北流市白马镇 | |
| 寧遠軍節度使 | 容州   | 順州 | 龙化县 | 乾化元年（911年），刘岩攻楚国夺得，下辖4县 | 乾化元年（911年），刘岩攻楚国夺得，下辖4县 | 乾化元年（911年），刘岩攻楚国夺得，下辖4县 |
| 寧遠軍節度使 | 容州   | 順州 | 龙化县 | 龙化县 | 今广西陆川县滩面乡莲塘村 | |
| 寧遠軍節度使 | 容州   | 順州 | 龙化县 | 温水县 | 今广西陆川县陆川镇 | |
| 寧遠軍節度使 | 容州   | 順州 | 龙化县 | 南河县 | 今广西陆川县古城镇古城村 | |
| 寧遠軍節度使 | 容州   | 順州 | 龙化县 | 龙豪县 | 今广西陆川县大桥镇古城垌 | |
| 寧遠軍節度使 | 容州   | 白州 | 博白县 | 乾化元年（911年），刘岩攻楚国夺得，下辖4县 | 乾化元年（911年），刘岩攻楚国夺得，下辖4县 | 乾化元年（911年），刘岩攻楚国夺得，下辖4县 |
| 寧遠軍節度使 | 容州   | 白州 | 博白县 | 博白县 | 今广西博白县博白镇 | |
| 寧遠軍節度使 | 容州   | 白州 | 博白县 | 建宁县 | 今广西博白县顿谷镇旧门村 | |
| 寧遠軍節度使 | 容州   | 白州 | 博白县 | 周罗县 | 今广西博白县宁潭镇 | |
| 寧遠軍節度使 | 容州   | 白州 | 博白县 | 南昌县 | 今广西玉林市沙田镇 | |
| 寧遠軍節度使 | 容州   | 廉州 | 合浦县 | 乾化元年（911年），刘岩攻楚国夺得，下辖4县 | 乾化元年（911年），刘岩攻楚国夺得，下辖4县 | 乾化元年（911年），刘岩攻楚国夺得，下辖4县 |
| 寧遠軍節度使 | 容州   | 廉州 | 合浦县 | 合浦县 | 今广西合浦县廉州镇 | |
| 寧遠軍節度使 | 容州   | 廉州 | 合浦县 | 封山县 | 今广西灵山县南安金村 | |
| 寧遠軍節度使 | 容州   | 廉州 | 合浦县 | 蔡龙县 | 今广西浦北县西北 | |
| 寧遠軍節度使 | 容州   | 廉州 | 合浦县 | 大廉县 | 今广西合浦县闸口镇 | |
| 寧遠軍節度使 | 容州   | 常乐州 | 博电县 | 原名（行）岩州，下辖常乐县，乾化元年（911年），刘岩攻楚国夺得，乾亨二年（918年），改名常乐州，廉州盐场县与罗州零绿县来属，此后下辖3县                                                                                              | 原名（行）岩州，下辖常乐县，乾化元年（911年），刘岩攻楚国夺得，乾亨二年（918年），改名常乐州，廉州盐场县与罗州零绿县来属，此后下辖3县                                                                                              | 原名（行）岩州，下辖常乐县，乾化元年（911年），刘岩攻楚国夺得，乾亨二年（918年），改名常乐州，廉州盐场县与罗州零绿县来属，此后下辖3县                                                                                              |
| 寧遠軍節度使 | 容州   | 常乐州 | 博电县 | 博电县 | 今广西合浦县石康镇 | 原名（行）常乐县，乾亨二年（918年），改名博电县 |
| 寧遠軍節度使 | 容州   | 常乐州 | 博电县 | 盐场县 | 今广西北海市东南咸田处 | 乾亨二年（918年），分廉州大廉县设盐场县 |
| 寧遠軍節度使 | 容州   | 常乐州 | 博电县 | 零绿县 | 今广东省廉江市营仔镇凌禄东村 | 原属罗州，乾亨二年（918年），改属常乐州 |
| 寧遠軍節度使 | 容州   | 牢州 | 南流县 | 乾化元年（911年），刘岩攻楚国夺得，下辖3县 | 乾化元年（911年），刘岩攻楚国夺得，下辖3县 | 乾化元年（911年），刘岩攻楚国夺得，下辖3县 |
| 寧遠軍節度使 | 容州   | 牢州 | 南流县 | 南流县 | 今广西玉林市城区 | |
| 寧遠軍節度使 | 容州   | 牢州 | 南流县 | 定川县 | 今广西玉林市西 | |
| 寧遠軍節度使 | 容州   | 牢州 | 南流县 | 宕川县 | 今广西玉林市成均镇古城村 | |
| 寧遠軍節度使 | 容州   | 黨州 | 抚康县 | 乾化元年（911年），刘岩攻楚国夺得，下辖4县 | 乾化元年（911年），刘岩攻楚国夺得，下辖4县 | 乾化元年（911年），刘岩攻楚国夺得，下辖4县 |
| 寧遠軍節度使 | 容州   | 黨州 | 抚康县 | 抚康县 | 今广西兴业县小平山镇浪平村 | |
| 寧遠軍節度使 | 容州   | 黨州 | 抚康县 | 善劳县 | 今广西兴业县卖酒乡党州村 | |
| 寧遠軍節度使 | 容州   | 黨州 | 抚康县 | 容山县 | 今广西兴业县洛阳乡 | |
| 寧遠軍節度使 | 容州   | 黨州 | 抚康县 | 怀义县 | 今广西兴业县蒲塘镇炉岭村 | |
| 寧遠軍節度使 | 容州   | 鬰林州 | 郁林县 | 乾化元年（911年），刘岩攻楚国夺得，下辖3县 | 乾化元年（911年），刘岩攻楚国夺得，下辖3县 | 乾化元年（911年），刘岩攻楚国夺得，下辖3县 |
| 寧遠軍節度使 | 容州   | 鬰林州 | 郁林县 | 郁林县 | 今广西贵港市东津镇 | |
| 寧遠軍節度使 | 容州   | 鬰林州 | 郁林县 | 兴业县 | 今广西兴业县山心镇 | |
| 寧遠軍節度使 | 容州   | 鬰林州 | 郁林县 | 兴德县 | 今广西贵港市湛江镇 | |
| 寧遠軍節度使 | 容州   | 绣州 | 常林县 | 乾化元年（911年），刘岩攻楚国夺得，下辖3县 | 乾化元年（911年），刘岩攻楚国夺得，下辖3县 | 乾化元年（911年），刘岩攻楚国夺得，下辖3县 |
| 寧遠軍節度使 | 容州   | 绣州 | 常林县 | 常林县 | 今广西桂平市下湾镇 | |
| 寧遠軍節度使 | 容州   | 绣州 | 常林县 | 阿林县 | 今广西桂平市东南油麻镇 | |
| 寧遠軍節度使 | 容州   | 绣州 | 常林县 | 罗绣县 | 今广西桂平市罗绣镇 | |
| 建武軍節度使 | 邕州   | 乾化元年（911年），刘岩灭叶广略夺得建武軍，下辖13州 | 乾化元年（911年），刘岩灭叶广略夺得建武軍，下辖13州 | 乾化元年（911年），刘岩灭叶广略夺得建武軍，下辖13州 | 乾化元年（911年），刘岩灭叶广略夺得建武軍，下辖13州 | 乾化元年（911年），刘岩灭叶广略夺得建武軍，下辖13州 |
| 建武軍節度使 | 邕州   | 邕州 | 宣化县 | 乾化元年（911年），刘岩灭叶广略夺得，下辖7县 | 乾化元年（911年），刘岩灭叶广略夺得，下辖7县 | 乾化元年（911年），刘岩灭叶广略夺得，下辖7县 |
| 建武軍節度使 | 邕州   | 邕州 | 宣化县 | 宣化县 | 今广西南宁市邕宁区 | |
| 建武軍節度使 | 邕州   | 邕州 | 宣化县 | 武缘县 | 今广西南宁市邕宁区伶俐镇 | |
| 建武軍節度使 | 邕州   | 邕州 | 宣化县 | 晋兴县 | 今广西武鸣县 | |
| 建武軍節度使 | 邕州   | 邕州 | 宣化县 | 朗宁县 | 今广西隆安县 | |
| 建武軍節度使 | 邕州   | 邕州 | 宣化县 | 思笼县 | 今广西崇左市板利乡 | |
| 建武軍節度使 | 邕州   | 邕州 | 宣化县 | 如和县 | 今广西南宁市良庆区延安镇那悌村 | |
| 建武軍節度使 | 邕州   | 邕州 | 宣化县 | 封陵县 | 今广西南宁市邕宁区百济乡 | |
| 建武軍節度使 | 邕州   | 賓州 | 岭方县 | 乾化元年（911年），刘岩灭叶广略夺得，下辖3县 | 乾化元年（911年），刘岩灭叶广略夺得，下辖3县 | 乾化元年（911年），刘岩灭叶广略夺得，下辖3县 |
| 建武軍節度使 | 邕州   | 賓州 | 岭方县 | 岭方县 | 今广西宾阳县城区 | |
| 建武軍節度使 | 邕州   | 賓州 | 岭方县 | 琅邪县 | 今广西宾阳县武陵镇甘寨村 | |
| 建武軍節度使 | 邕州   | 賓州 | 岭方县 | 保城县 | 今广西宾阳县东安城镇 | |
| 建武軍節度使 | 邕州   | 澄州 | 上林县 | 乾化元年（911年），刘岩灭叶广略夺得，下辖4县 | 乾化元年（911年），刘岩灭叶广略夺得，下辖4县 | 乾化元年（911年），刘岩灭叶广略夺得，下辖4县 |
| 建武軍節度使 | 邕州   | 澄州 | 上林县 | 上林县 | 今广西上林县澄泰乡古城村 | |
| 建武軍節度使 | 邕州   | 澄州 | 上林县 | 无虞县 | 今广西上林县三里镇云卢村 | |
| 建武軍節度使 | 邕州   | 澄州 | 上林县 | 止戈县 | 今广西武鸣县陆斡镇卢村 | |
| 建武軍節度使 | 邕州   | 澄州 | 上林县 | 贺水县 | 今广西忻城县古蓬镇周安村 | |
| 建武軍節度使 | 邕州   | 貴州 | 郁林县 | 乾化元年（911年），刘岩灭叶广略夺得，下辖4县 | 乾化元年（911年），刘岩灭叶广略夺得，下辖4县 | 乾化元年（911年），刘岩灭叶广略夺得，下辖4县 |
| 建武軍節度使 | 邕州   | 貴州 | 郁林县 | 郁林县 | 今广西贵港市城区 | |
| 建武軍節度使 | 邕州   | 貴州 | 郁林县 | 怀泽县 | 今广西贵港市思怀乡 | |
| 建武軍節度使 | 邕州   | 貴州 | 郁林县 | 潮水县 | 今广西贵港市三里镇西城村 | |
| 建武軍節度使 | 邕州   | 貴州 | 郁林县 | 义山县 | 今广西贵港市西北八十里 | |
| 建武軍節度使 | 邕州   | 潯州 | 桂平县 | 乾化元年（911年），刘岩灭叶广略夺得，下辖3县 | 乾化元年（911年），刘岩灭叶广略夺得，下辖3县 | 乾化元年（911年），刘岩灭叶广略夺得，下辖3县 |
| 建武軍節度使 | 邕州   | 潯州 | 桂平县 | 桂平县 | 今广西桂平市西五里 | |
| 建武軍節度使 | 邕州   | 潯州 | 桂平县 | 皇化县 | 今广西桂平市社坡镇复化村 | |
| 建武軍節度使 | 邕州   | 潯州 | 桂平县 | 大宾县 | 今广西桂平市东北四十里 | |
| 建武軍節度使 | 邕州   | 橫州 | 宁浦县 | 乾化元年（911年），刘岩灭叶广略夺得，下辖4县 | 乾化元年（911年），刘岩灭叶广略夺得，下辖4县 | 乾化元年（911年），刘岩灭叶广略夺得，下辖4县 |
| 建武軍節度使 | 邕州   | 橫州 | 宁浦县 | 宁浦县 | 今广西横县横州镇 | |
| 建武軍節度使 | 邕州   | 橫州 | 宁浦县 | 岭山县 | 今广西横县飞龙乡 | |
| 建武軍節度使 | 邕州   | 橫州 | 宁浦县 | 从化县 | 今广西横县云表镇 | |
| 建武軍節度使 | 邕州   | 橫州 | 宁浦县 | 乐山县 | 今广西横县东北附城乡古城 | |
| 建武軍節度使 | 邕州   | 峦州 | 永定县 | 乾化元年（911年），刘岩灭叶广略夺得，下辖3县 | 乾化元年（911年），刘岩灭叶广略夺得，下辖3县 | 乾化元年（911年），刘岩灭叶广略夺得，下辖3县 |
| 建武軍節度使 | 邕州   | 峦州 | 永定县 | 永定县 | 今广西横县峦山镇 | |
| 建武軍節度使 | 邕州   | 峦州 | 永定县 | 武罗县 | 今广西南宁市邕宁区中和乡那伍村 | |
| 建武軍節度使 | 邕州   | 峦州 | 永定县 | 灵竹县 | 今广西横县灵竹镇 | |
| 建武軍節度使 | 邕州   | 欽州 | 钦江县 | 乾化元年（911年），刘岩灭叶广略夺得，下辖5县 | 乾化元年（911年），刘岩灭叶广略夺得，下辖5县 | 乾化元年（911年），刘岩灭叶广略夺得，下辖5县 |
| 建武軍節度使 | 邕州   | 欽州 | 钦江县 | 钦江县 | 今广西灵山县西旧州 | |
| 建武軍節度使 | 邕州   | 欽州 | 钦江县 | 保京县 | 今广西钦州市北小董西 | |
| 建武軍節度使 | 邕州   | 欽州 | 钦江县 | 内亭县 | 今广西灵山县西南陆屋镇 | |
| 建武軍節度使 | 邕州   | 欽州 | 钦江县 | 遵化县 | 今广西灵山县西南三十里 | |
| 建武軍節度使 | 邕州   | 欽州 | 钦江县 | 灵山县 | 今广西灵山县旧州镇古城 | |
| 靜江軍節度使 | 桂州   | 乾和九年（951年），南汉攻楚国夺得靜江軍，下辖14州 | 乾和九年（951年），南汉攻楚国夺得靜江軍，下辖14州 | 乾和九年（951年），南汉攻楚国夺得靜江軍，下辖14州 | 乾和九年（951年），南汉攻楚国夺得靜江軍，下辖14州 | 乾和九年（951年），南汉攻楚国夺得靜江軍，下辖14州 |
| 靜江軍節度使 | 桂州   | 桂州 | 临桂县 | 乾和九年（951年），南汉攻楚国夺得，下辖9县 | 乾和九年（951年），南汉攻楚国夺得，下辖9县 | 乾和九年（951年），南汉攻楚国夺得，下辖9县 |
| 靜江軍節度使 | 桂州   | 桂州 | 临桂县 | 临桂县 | 今广西桂林市城区 | |
| 靜江軍節度使 | 桂州   | 桂州 | 临桂县 | 理定县 | 今广西鹿寨县黄冕乡 | |
| 靜江軍節度使 | 桂州   | 桂州 | 临桂县 | 阳朔县 | 今广西阳朔县东北二十五里官厅 | |
| 靜江軍節度使 | 桂州   | 桂州 | 临桂县 | 荔浦县 | 今广西荔浦县西南四十里青山 | |
| 靜江軍節度使 | 桂州   | 桂州 | 临桂县 | 修仁县 | 今广西荔浦县西南修仁镇西老县 | |
| 靜江軍節度使 | 桂州   | 桂州 | 临桂县 | 慕化县 | 今广西鹿寨县中渡镇常安村 | |
| 靜江軍節度使 | 桂州   | 桂州 | 临桂县 | 永宁县 | 今广西荔浦县西北五十里 | |
| 靜江軍節度使 | 桂州   | 桂州 | 临桂县 | 永福县 | 今广西永福县永福镇 | |
| 靜江軍節度使 | 桂州   | 桂州 | 临桂县 | 古县 | 今广西永福县百寿镇穿岩村 | |
| 靜江軍節度使 | 桂州   | 宜州 | 龙水县 | 乾和九年（951年），南汉攻楚国夺得，下辖4县 | 乾和九年（951年），南汉攻楚国夺得，下辖4县 | 乾和九年（951年），南汉攻楚国夺得，下辖4县 |
| 靜江軍節度使 | 桂州   | 宜州 | 龙水县 | 龙水县 | 今广西宜州市庆远镇 | |
| 靜江軍節度使 | 桂州   | 宜州 | 龙水县 | 崖山县 | 今广西宜州市石别镇石排村 | |
| 靜江軍節度使 | 桂州   | 宜州 | 龙水县 | 东玺县 | 今广西宜州市怀远镇白马村 | |
| 靜江軍節度使 | 桂州   | 宜州 | 龙水县 | 天河县 | 今广西罗城县宝坛乡四堡村 | |
| 靜江軍節度使 | 桂州   | 嚴州 | 来宾县 | 乾和九年（951年），南汉攻楚国夺得，下辖3县 | 乾和九年（951年），南汉攻楚国夺得，下辖3县 | 乾和九年（951年），南汉攻楚国夺得，下辖3县 |
| 靜江軍節度使 | 桂州   | 嚴州 | 来宾县 | 来宾县 | 今广西来宾市城厢乡旧城厢 | |
| 靜江軍節度使 | 桂州   | 嚴州 | 来宾县 | 修德县 | 今广西来宾市寺山乡 | |
| 靜江軍節度使 | 桂州   | 嚴州 | 来宾县 | 归化县 | 今广西来宾市凤凰镇 | |
| 靜江軍節度使 | 桂州   | 柳州 | 镡津县 | 乾和九年（951年），南汉攻楚国夺得，下辖5县 | 乾和九年（951年），南汉攻楚国夺得，下辖5县 | 乾和九年（951年），南汉攻楚国夺得，下辖5县 |
| 靜江軍節度使 | 桂州   | 柳州 | 镡津县 | 马平县 | 今广西柳州市城区 | |
| 靜江軍節度使 | 桂州   | 柳州 | 镡津县 | 龙城县 | 今广西柳城县南凤山镇南丹村 | |
| 靜江軍節度使 | 桂州   | 柳州 | 镡津县 | 象县 | 今广西鹿寨县雒容镇 | |
| 靜江軍節度使 | 桂州   | 柳州 | 镡津县 | 洛曹县 | 今广西宜州市洛东乡大曹村 | |
| 靜江軍節度使 | 桂州   | 柳州 | 镡津县 | 洛容县 | 今广西鹿寨县平山镇 | |
| 靜江軍節度使 | 桂州   | 象州 | 镡津县 | 乾和九年（951年），南汉攻楚国夺得，下辖3县 | 乾和九年（951年），南汉攻楚国夺得，下辖3县 | 乾和九年（951年），南汉攻楚国夺得，下辖3县 |
| 靜江軍節度使 | 桂州   | 象州 | 镡津县 | 阳寿县 | 今广西象州县象州镇 | |
| 靜江軍節度使 | 桂州   | 象州 | 镡津县 | 武仙县 | 今广西武宣县三里镇旧县村 | |
| 靜江軍節度使 | 桂州   | 象州 | 镡津县 | 武化县 | 今广西象州县运江镇大村 | |
| 靜江軍節度使 | 桂州   | 融州 | 融水县 | 乾和九年（951年），南汉攻楚国夺得，下辖2县 | 乾和九年（951年），南汉攻楚国夺得，下辖2县 | 乾和九年（951年），南汉攻楚国夺得，下辖2县 |
| 靜江軍節度使 | 桂州   | 融州 | 融水县 | 融水县 | 今广西融水苗族自治县 | |
| 靜江軍節度使 | 桂州   | 融州 | 融水县 | 武阳县 | 今广西罗城县黄金镇 | |
| 靜江軍節度使 | 桂州   | 昭州 | 平乐县 | 乾和九年（951年），南汉攻楚国夺得，下辖3县 | 乾和九年（951年），南汉攻楚国夺得，下辖3县 | 乾和九年（951年），南汉攻楚国夺得，下辖3县 |
| 靜江軍節度使 | 桂州   | 昭州 | 平乐县 | 平乐县 | 今广西平乐县平乐镇拱桥头 | |
| 靜江軍節度使 | 桂州   | 昭州 | 平乐县 | 恭城县 | 今广西恭城县恭城镇 | |
| 靜江軍節度使 | 桂州   | 昭州 | 平乐县 | 永平县 | 今广西平乐县同安镇 | |
| 靜江軍節度使 | 桂州   | 賀州 | 临贺县 | 乾和九年（951年），南汉攻楚国夺得，下辖4县 | 乾和九年（951年），南汉攻楚国夺得，下辖4县 | 乾和九年（951年），南汉攻楚国夺得，下辖4县 |
| 靜江軍節度使 | 桂州   | 賀州 | 临贺县 | 临贺县 | 今广西贺州市东南贺街镇 | |
| 靜江軍節度使 | 桂州   | 賀州 | 临贺县 | 桂岭县 | 今广西贺州市东北桂岭镇 | |
| 靜江軍節度使 | 桂州   | 賀州 | 临贺县 | 冯乘县 | 今湖南省江华瑶族自治县西南 | |
| 靜江軍節度使 | 桂州   | 賀州 | 临贺县 | 封阳县 | 今广西贺州市东南信都镇 | |
| 靜江軍節度使 | 桂州   | 賀州 | 临贺县 | 富川县 | 今广西钟山县 | |
| 靜江軍節度使 | 桂州   | 賀州 | 临贺县 | 荡山县 | 今广西昭平县富罗镇 | |
| 靜江軍節度使 | 桂州   | 梧州 | 苍梧县 | 乾和九年（951年），南汉攻楚国夺得，下辖3县 | 乾和九年（951年），南汉攻楚国夺得，下辖3县 | 乾和九年（951年），南汉攻楚国夺得，下辖3县 |
| 靜江軍節度使 | 桂州   | 梧州 | 苍梧县 | 苍梧县 | 今广西梧州市城区 | |
| 靜江軍節度使 | 桂州   | 梧州 | 苍梧县 | 戎城县 | 今广西苍梧县龙圩镇 | |
| 靜江軍節度使 | 桂州   | 梧州 | 苍梧县 | 孟陵县 | 今广西苍梧县倒水镇 | |
| 靜江軍節度使 | 桂州   | 蒙州 | 立山县 | 乾和九年（951年），南汉攻楚国夺得，下辖3县 | 乾和九年（951年），南汉攻楚国夺得，下辖3县 | 乾和九年（951年），南汉攻楚国夺得，下辖3县 |
| 靜江軍節度使 | 桂州   | 蒙州 | 立山县 | 立山县 | 今广西蒙山县蒙山镇 | |
| 靜江軍節度使 | 桂州   | 蒙州 | 立山县 | 东区县 | 今广西蒙山县陈塘镇沙灵村 | |
| 靜江軍節度使 | 桂州   | 蒙州 | 立山县 | 正义县 | 今广西蒙山县新圩镇 | |
| 靜江軍節度使 | 桂州   | 龚州 | 平南县 | 乾和九年（951年），南汉攻楚国夺得，下辖5县 | 乾和九年（951年），南汉攻楚国夺得，下辖5县 | 乾和九年（951年），南汉攻楚国夺得，下辖5县 |
| 靜江軍節度使 | 桂州   | 龚州 | 平南县 | 平南县 | 今广西平南县平南镇 | |
| 靜江軍節度使 | 桂州   | 龚州 | 平南县 | 武林县 | 今广西平南县东南武林镇 | |
| 靜江軍節度使 | 桂州   | 龚州 | 平南县 | 隋建县 | 今广西平南县东南大新乡大中圩 | |
| 靜江軍節度使 | 桂州   | 龚州 | 平南县 | 大同县 | 今广西平南县同和镇 | |
| 靜江軍節度使 | 桂州   | 龚州 | 平南县 | 阳川县 | 今广西平南县思旺镇 | |
| 靜江軍節度使 | 桂州   | 富州 | 龙平县 | 乾和九年（951年），南汉攻楚国夺得，下辖3县 | 乾和九年（951年），南汉攻楚国夺得，下辖3县 | 乾和九年（951年），南汉攻楚国夺得，下辖3县 |
| 靜江軍節度使 | 桂州   | 富州 | 龙平县 | 龙平县 | 今广西昭平县昭平镇龙坪村 | |
| 靜江軍節度使 | 桂州   | 富州 | 龙平县 | 思勤县 | 今广西钟山县清塘镇榕木村 | |
| 靜江軍節度使 | 桂州   | 富州 | 龙平县 | 马江县 | 今广西昭平县马江镇 | |
| 靜江軍節度使 | 桂州   | 思唐州 | 武郎县 | 乾和九年（951年），南汉攻楚国夺得，下辖2县 | 乾和九年（951年），南汉攻楚国夺得，下辖2县 | 乾和九年（951年），南汉攻楚国夺得，下辖2县 |
| 靜江軍節度使 | 桂州   | 思唐州 | 武郎县 | 武郎县 | 今广西平南县西北寺堂 | |
| 靜江軍節度使 | 桂州   | 思唐州 | 武郎县 | 思和县 | 今广西平南县马练乡 | |
| 靜江軍節度使 | 桂州   | 溥州 | 德昌县 | 乾和九年（951年），南汉攻楚国夺得，下辖4县 | 乾和九年（951年），南汉攻楚国夺得，下辖4县 | 乾和九年（951年），南汉攻楚国夺得，下辖4县 |
| 靜江軍節度使 | 桂州   | 溥州 | 德昌县 | 德昌县 | 今广西兴安县 | |
| 靜江軍節度使 | 桂州   | 溥州 | 德昌县 | 灵川县 | 今广西灵川县三街镇 | |
| 靜江軍節度使 | 桂州   | 溥州 | 德昌县 | 广明县 | 今广西临桂县西北五通镇东北 | |
| 靜江軍節度使 | 桂州   | 溥州 | 德昌县 | 义宁县 | 今广东省开平市龙胜镇 | |
| 交州刺史     | 交州   | 原为自治的靜海軍節度使，大有三年（930年），南汉灭曲家，废靜海軍節度使，次年，杨廷艺重新割据，下辖13州                                                                        | 原为自治的靜海軍節度使，大有三年（930年），南汉灭曲家，废靜海軍節度使，次年，杨廷艺重新割据，下辖13州                                                                        | 原为自治的靜海軍節度使，大有三年（930年），南汉灭曲家，废靜海軍節度使，次年，杨廷艺重新割据，下辖13州 | 原为自治的靜海軍節度使，大有三年（930年），南汉灭曲家，废靜海軍節度使，次年，杨廷艺重新割据，下辖13州 | 原为自治的靜海軍節度使，大有三年（930年），南汉灭曲家，废靜海軍節度使，次年，杨廷艺重新割据，下辖13州 |
| 交州刺史     | 交州   | 交州 | 宋平县 | 下辖8县 | 下辖8县 | 下辖8县 |
| 交州刺史     | 交州   | 交州 | 宋平县 | 宋平县 | 今越南河内市还剑郡 | |
| 交州刺史     | 交州   | 交州 | 宋平县 | 南定县 | 今越南河內市应和 | |
| 交州刺史     | 交州   | 交州 | 宋平县 | 太平县 | 今越南河內市山西市社附近 | |
| 交州刺史     | 交州   | 交州 | 宋平县 | 交趾县 | 今越南河內市懷德縣 | |
| 交州刺史     | 交州   | 交州 | 宋平县 | 朱鸢县 | 今越南興安省快州縣附近 | |
| 交州刺史     | 交州   | 交州 | 宋平县 | 龙编县 | 今越南北宁省仙游县境 | |
| 交州刺史     | 交州   | 交州 | 宋平县 | 平道县 | 今越南永福省福安市东南 | |
| 交州刺史     | 交州   | 交州 | 宋平县 | 武平县 | 今越南永福省平川县 | |
| 交州刺史     | 交州   | 峰州 | 嘉宁县 | 下辖2县 | 下辖2县 | 下辖2县 |
| 交州刺史     | 交州   | 峰州 | 嘉宁县 | 嘉宁县 | 今越南富寿省白鹤 | |
| 交州刺史     | 交州   | 峰州 | 嘉宁县 | 承化县 | 今越南富寿省越池市 | |
| 交州刺史     | 交州   | 武定州 | 扶耶县 | 下辖2县 | 下辖2县 | 下辖2县 |
| 交州刺史     | 交州   | 武定州 | 扶耶县 | 扶耶县 | 今越南宣光省山阳 | |
| 交州刺史     | 交州   | 武定州 | 扶耶县 | 潭湍县 | 今越南太原省太原市 | |
| 交州刺史     | 交州   | 谅州 | 文谅县 | 下辖2县 | 下辖2县 | 下辖2县 |
| 交州刺史     | 交州   | 谅州 | 文谅县 | 文谅县 | 今越南谅山省万灵 | |
| 交州刺史     | 交州   | 谅州 | 文谅县 | 长上县 | 今越南谅山省有陇 | |
| 交州刺史     | 交州   | 陸州 | 宁海县 | 下辖3县 | 下辖3县 | 下辖3县 |
| 交州刺史     | 交州   | 陸州 | 宁海县 | 宁海县 | 今越南广宁省芒街 | |
| 交州刺史     | 交州   | 陸州 | 宁海县 | 华清县 | 今广西钦州市大番坡镇水井坑 | |
| 交州刺史     | 交州   | 陸州 | 宁海县 | 乌雷县 | 今广西钦州市犀牛脚镇乌雷村 | |
| 交州刺史     | 交州   | 蘇茂州 | 归化县 | 下辖3县 | 下辖3县 | 下辖3县 |
| 交州刺史     | 交州   | 蘇茂州 | 归化县 | 归化县 | 今越南广宁省先安 | |
| 交州刺史     | 交州   | 蘇茂州 | 归化县 | 宾阳县 | 今越南广宁省潭河 | |
| 交州刺史     | 交州   | 蘇茂州 | 归化县 | 安德县 | 今越南广宁省河棦 | |
| 交州刺史     | 交州   | 武安州 | 武安县 | 下辖2县 | 下辖2县 | 下辖2县 |
| 交州刺史     | 交州   | 武安州 | 武安县 | 武安县 | 今越南广宁省汪秘 | |
| 交州刺史     | 交州   | 武安州 | 武安县 | 临江县 | 今越南海阳省普赖 | |
| 交州刺史     | 交州   | 郡州 | 郡口县 | 下辖2县 | 下辖2县 | 下辖2县 |
| 交州刺史     | 交州   | 郡州 | 郡口县 | 郡口县 | 今越南海防市先浪 | |
| 交州刺史     | 交州   | 郡州 | 郡口县 | 安乐县 | 今越南海防市 | |
| 交州刺史     | 交州   | 長州 | 文阳县 | 下辖4县 | 下辖4县 | 下辖4县 |
| 交州刺史     | 交州   | 長州 | 文阳县 | 文阳县 | 今越南太平省武舒县鸿里 | |
| 交州刺史     | 交州   | 長州 | 文阳县 | 铜蔡县 | 今越南太平省太平市 | |
| 交州刺史     | 交州   | 長州 | 文阳县 | 长山县 | 今越南海阳省宁江 | |
| 交州刺史     | 交州   | 長州 | 文阳县 | 其常县 | 今越南南定省南直 | |
| 交州刺史     | 交州   | 愛州 | 九真县 | 下辖6县 | 下辖6县 | 下辖6县 |
| 交州刺史     | 交州   | 愛州 | 九真县 | 九真县 | 今越南清化省清化 | |
| 交州刺史     | 交州   | 愛州 | 九真县 | 安顺县 | 今越南清化省清化东南 | |
| 交州刺史     | 交州   | 愛州 | 九真县 | 崇平县 | 今越南清化省清化东南 | |
| 交州刺史     | 交州   | 愛州 | 九真县 | 军宁县 | 今越南清化省安定东马江南岸 | |
| 交州刺史     | 交州   | 愛州 | 九真县 | 日南县 | 今越南宁平省宁平市 | |
| 交州刺史     | 交州   | 愛州 | 九真县 | 长林县 | 今越南清化省安吉 | |
| 交州刺史     | 交州   | 演州 | 忠义县 | 下辖7县 | 下辖7县 | 下辖7县 |
| 交州刺史     | 交州   | 演州 | 忠义县 | 忠义县 | 今越南乂安省演州 | |
| 交州刺史     | 交州   | 演州 | 忠义县 | 怀驩县 | 今越南乂安省演州西 | |
| 交州刺史     | 交州   | 演州 | 忠义县 | 龙池县 | 今越南清化省春林 | |
| 交州刺史     | 交州   | 演州 | 忠义县 | 思农县 | 今越南乂安省府葵 | |
| 交州刺史     | 交州   | 演州 | 忠义县 | 武郎县 | 今越南乂安省義坛 | |
| 交州刺史     | 交州   | 演州 | 忠义县 | 武容县 | 今越南乂安省克定 | |
| 交州刺史     | 交州   | 演州 | 忠义县 | 武金县 | 今越南乂安省贵州 | |
| 交州刺史     | 交州   | 驩州 | 九德县 | 下辖3县 | 下辖3县 | 下辖3县 |
| 交州刺史     | 交州   | 驩州 | 九德县 | 九德县 | 今越南乂安省荣市 | |
| 交州刺史     | 交州   | 驩州 | 九德县 | 浦阳县 | 今越南河静省春安 | |
| 交州刺史     | 交州   | 驩州 | 九德县 | 越裳县 | 今越南河静省甘禄 | |
| 交州刺史     | 交州   | 唐林州 | 柔远县 | 下辖3县 | 下辖3县 | 下辖3县 |
| 交州刺史     | 交州   | 唐林州 | 柔远县 | 柔远县 | 今越南河静省河静市 | |
| 交州刺史     | 交州   | 唐林州 | 柔远县 | 福禄县 | 今越南河静省锦川 | |
| 交州刺史     | 交州   | 唐林州 | 柔远县 | 唐林县 | 今越南河静省班杜 | |